# 阿布·奧馬爾·阿爾-科威提
阿布·奧馬爾·阿爾-科威提（Abu Omar al-Kuwaiti；？—2005年2月16日），是科威特人，也是蓋達成員，早期在阿富汗，後來在車臣和外圍的高加索地區活動。
他早期是兒童節目演員，後來虔心宗教，並開始擔任科威特城的薩夫萬·本·奧馬耶清真寺的伊瑪目，但他很快就因非法從清真寺信眾募捐被解僱了。1998年他第一次去阿富汗，據說他在基地組織阿爾法魯克訓練營受訓，然後在1999年10月到車臣。他被俄羅斯政府指控參與多次恐怖襲擊，其中包括別斯蘭學校人質危機。
2005年2月16日，他在印古什共和國被俄羅斯特種部隊打死，他曾娶了一個車臣人妻子，並有兩個兒子。